# Vrij-Antirevolutionaire Partij
De Vrij-Antirevolutionaire Partij (VAR) was een politieke partij die in Nederland bestond van 1898 tot 1903.
De VAR werd in september 1898 opgericht. De VAR streefde naar handhaving en uitvoering van de antirevolutionaire of christelijk-historische beginselen. Zij had een overwegend conservatief en anti-Rooms karakter. Kiesrechtuitbreiding en verregaande bemoeienis van de overheid op sociaal-economisch gebied werden afgewezen.
De partij kende grote zelfstandigheid toe aan de afzonderlijke plaatselijke kiesverenigingen, kende een strikte scheiding tussen Kamerfractie en partij, en was vóór vrijheid van handelen van haar Kamerleden: Kamerleden dienden zonder stemdwang te kunnen stemmen.
Het kader van de VAR werd gevormd door adellijke personen, die over het algemeen zeer vermogend waren. Belangrijkste voorman van de VAR was Alexander Frederik de Savornin Lohman. Leidende figuren waren verder Jan Elias Nicolaas Schimmelpenninck van der Oye, Willem Karel Frederik Pieter van Bylandt en Barthold Jacob Lintelo de Geer van Jutfaas.

## Beginselen
De overheid was volgens de Vrij-antirevolutionairen een goddelijke instelling, die moest optreden overeenkomstig bijbelse normen. Naast hetgeen in de bijbel stond over de inrichting van de maatschappij moest ook de historische ontwikkeling op staatkundig gebied leidraad zijn bij het bestuur. Machtsuitoefening diende niet gebaseerd te zijn op het meerderheidsbeginsel, maar op 'autoriteit'.
In de ogen van de VAR was Nederland een christelijke, protestantse natie. Zij verzette zich daarom tegen het politieke verbond van antirevolutionairen en katholieken. 'Roomse' invloed moest worden tegengegaan. Partijvorming op basis van het calvinisme wees de partij echter eveneens af. Dat was volgens Lohman alleen een geloofsleer en geen politieke richting.
Een scheiding van het volk tussen 'gelovigen' en 'ongelovigen' (de antithese) werd afgewezen, al was de VAR wel voorstander van een christelijke politiek.
De rol van de staat diende beperkt te zijn. Dat gold met name op economisch en sociaal gebied. De overheid hoefde niet voor iedereen een behoorlijk bestaan te verzekeren, maar moest wel zorgen dat het verkrijgen van bestaanszekerheid (bijvoorbeeld via liefdadigheid) zo veel mogelijk ondersteund werd.

## Historische ontwikkeling
Na de verkiezingen van 1894 die in het teken stonden van de strijd om het kiesrechtvoorstel van Johannes Tak van Poortvliet werden twee antirevolutionaire Kamerclubs gevormd. De ene, onder leiding van Abraham Kuyper, steunde het voorstel van Tak; de andere, onder leiding van Lohman, was daar tegen. In november 1896 werd een commissie ingesteld die de oprichting van een nieuwe partij moest voorbereiden. Die oprichting vond in september 1898 plaats.
In 1901 bleef de VAR buiten het rechtse kabinet-Kuyper, al gaf het daaraan vaak wel steun.
In 1903 ging de VAR samen met de Christelijk-Historische Kiezersbond van Johannes Theodoor de Visser. Zij vormden in april 1903 de Christelijk-Historische Partij.

## Electoraat
In het algemeen behoorde de aanhang van de VAR tot de Hervormde Kerk, al was bijvoorbeeld Lohman, die gereformeerd was, een uitzondering. De partij wist in enkele kiesdistricten vrijwel steeds een zetel te behalen, te weten Goes, Apeldoorn, Dokkum, Katwijk en Schiedam. De aanhangers behoorden tot de gegoede burgerij, onder wie veel grondbezitters, notabelen, ambtenaren en hoge officieren. Op het platteland had de VAR meer steun dan in de steden.